# Giorgio Durazzo
Giorgio Durazzo est le fondateur de la famille Durazzo, une famille génoise, originaire de la ville de Durrës.
Il se réfugie en Sicile à l’arrivée des Ottomans en 1387, mais il est vendu comme esclave par un Génois. Son petit-fils, Antonio Durazzo devient marchand de soie. La famille s’intègre à la noblesse génoise, s’allie aux Pallavicini et donnera plusieurs doges à la république de Gênes,  plusieurs gouverneurs de la Corse  ainsi que de nombreux prélats.
De cette famille est issu Girolamo Durazzo, dernier doge de la République ligure sous Napoléon de 1802 à 1805, dont le cœur est au Panthéon de Paris.